# Голубощёкий бородастик
Голубощёкий борода́стик (лат. Psilopogon asiaticus) — вид дятлообразных птиц семейства бородастиковых. Выделяют два подвида. Распространены в Азии от северо-востока Пакистана до центра Вьетнама и Мьянмы.

## Описание
Голубощёкий бородастик достигает длины 19–22 см и массы от 61 до 100 г. Лоб, макушка и затылок тёмно-красного цвета. Поперёк макушки проходит желтоватая полоска. По обе стороны макушки до затылка проходят чёрные линии. Область над глазом, боковые стороны головы до уздечки, подбородок, горло и верхняя часть груди ярко-синего цвета. Два красных пятна по бокам головы. Кроющие ушей и боковые стороны шея зелёного цвета. Верхняя часть тела и верхние кроющие перья крыльев, как правило, тёмно-зелёные, иногда с желтовато-зелёными краями на перьях тела и часто с голубым отливом на первостепенных кроющих перьях. Верхние кроющие перья хвоста зелёные с тёмными стержнями. Маховые и рулевые перья темноватые с ярко-зелёными или желтовато-зелёными наружными перепонками. Нижняя часть груди и брюхо бледно-желтовато-зелёная. Подхвостье голубовато-зелёное. Нижние кроющие перья хвоста бледно-жёлто-белые у основания, переходящие в сине-зелёные на изгибе и чёрные дистально. Клюв светло-коричневый, а передняя часть надклювья чёрная. Чёрные ректальные щетинки выступают вперед от основания клюва. Радужная оболочка от красновато-коричневого до оранжевого цвета, окологлазное кольцо коричневое, зеленовато-коричневое или желтоватое. Ноги от сланцево-серого до серо-зелёного цвета со сланцево-чёрными когтями.

## Вокализация
Песня представляет собой характерную фразу из трех или четырех нот, повторяющуюся 90—105 раз в минуту. Пиковые частоты обычно составляют около 1,2 кГц, хотя, если четвёртая нота присутствует в начале, она намного ниже, около 0,7–0,8 кГц. Песня описывается как «took-a-rook, pu-ku-ruk, kut-ru-uk» и т.д., а версия с четырьмя нотами - как «p-po-toh-kup» или «pu-kd-a-rru». Песня обычно заканчивается короткой трелью, хотя иногда эта трель также может быть произнесена изолированно с небольшим ускорением ближе к концу, а также иногда предшествовать песне.

## Биология
Голубощёкий бородастик обитает в вечнозеленых и листопадных лесах в горных или холмистых местностях, а также на опушках лесов и во вторичных лесах. Он также часто встречается в тиковых лесах, садах, огородах и даже в городах, где есть подходящие деревья.

## Питание
Питаются обычно группами на плодоносящих деревьях. В состав рациона входят плоды (Ficus glomerata, Dillenia pulcherrima, Celtis australis, Ilex umbellulata, Talauma hodgsoni, Litsea sp., Sterculia villosa, Butea monosperma,  Erythrina variegata и др.) и членистоногие (настоящие богомолы, настоящие сверчки, личинки различных насекомых, крупные многоножки). Плоды снимают с помощью большого клюва и проглатывают целиком, но иногда их также едят, удаляя кусочки, когда плоды ещё прикреплены к дереву. Насекомых обычно склёвывают с поверхности древесины или редко в полёте. Крупных насекомых птицы колотят о ветку дерева, прежде чем съесть их.

### Размножение
Сезон размножения продолжается с марта по июль. Обе родительские птицы выдалбливают гнездо. Гнездовые полости располагаются на деревьях либо в лесу, либо на открытой местности, часто на нижней стороне наклонной или горизонтальной ветви. Гнезда могут находиться на высоте 1,5—8 м от земли или даже выше, но большинство — на высоте 3—6 м. Вход в гнездо имеет диаметр 4—7 см, ведёт к короткому нисходящему туннелю длиной до 30 см, заканчивающемуся гнездовой камерой диаметром около 10—15 см. Камера может быть либо без подкладки, либо выстлана древесной стружкой, но иногда, по-видимому, в качестве выстилки используется трава или шерсть. Голубощёкий бородастик, по-видимому, повторно использует места гнездования в течение нескольких лет, а также занимает старые дупла дятлов. В кладке 2—5 (обычно 3—4) белых яиц с легким блеском. Размер яиц 26,7-31 х 19,3-23 мм. Инкубация продолжается 14 дней. Оба родителя кормят птенцов и удаляют фекальные мешочки из гнезда.

## Подвиды и распространение
Выделяют два подвида:
- Psilopogon asiaticus asiaticus (Latham, 1790) – от северо-востока Пакистана до запада и севера Мьянмы и юго-запада провинции Юньнань (юг Китая)
- Psilopogon asiaticus davisoni (Hume, 1877) – от юго-востока Мьянмы до юго-востока провинции Юньнань и севера Индокитая